# 팻 딘
패트릭 마이클 딘(Patrick Michael Dean, 1989년 5월 25일 ~ )은 미국 출신의 야구 선수이자, 전 메이저 리그 미네소타 트윈스의 투수이다.

## 미국 프로야구시절
마이너 시절 꾸준히 선발 수업을 받았는데 2015년 트리플 A에서 풀 타임 선발로 활동하며 좋은 성적을 기록해 시즌 후 처음 40인 로스터에 들었다. 2016년에는 MLB와 트리플 A를 왔다갔다하며 시즌을 보냈다.
MLB 통산 19경기에 등판해 1승 6패, 6점대 평균자책점을 기록했으며 마이너 리그 통산 154경기에 등판해 51승 57패, 4점대 평균자책점을 기록했다.

## 한국 프로야구시절

### KIA 타이거즈시절
2017년부터 지크 스프루일의 대체 용병으로 90만 달러에 영입됐다. 그러나 부진 끝에 2018년 11월 7일에 방출됐다. 그의 대체 용병으로는 제이콥 터너가 100만 달러에 영입됐다.

## 미국 프로야구복귀
2019년에 미네소타 트윈스에 복귀하였다.